# Max-Buchhauser-Garten

Blick vom Europakanal aus

Der Max-Buchhauser-Garten liegt in Regensburg an der Nordseite der Donau an der B 8 und stellt mit seinen Skulpturen eine Sehenswürdigkeit der Stadt dar.
Max Buchhauser, 2015 verstorben, war Gärtner und Hobbybildhauer in Regensburg und Inhaber einer Gärtnerei. Ein Großteil seiner Gartenanlagen, einschließlich der Treibhäuser, musste in den 1970er Jahren dem Bau der Oberpfalzbrücke weichen. Was blieb, war ein Acker etwa in der Größe eines Fußballplatzes, der zwischen dem Europakanal und der Frankenstraße eingeengt liegt. Dieser Garten ist bekannt für seine bis zu drei Meter hohen und teilweise ebenso breiten grotesken Skulpturen entlang seiner Nord- und Südseite, die Buchhauser schuf. Sie sind von der Straße und der Brücke, aber auch vom Kanal aus sichtbar.
Die Skulpturen sind eine bewusst chaotische Mischung aus den Stilrichtungen mehrerer Kulturepochen – von den Ägyptern, über die Griechen, die Römer, die nationalsozialistische Kunst bis hin zur naiven Bildhauerei.